# Greatest Hits (1985–1995)
Greatest Hits (1985-1995)  é a primeira coletânea musical do músico, cantor e compositor estadunidense Michael Bolton, lançada em 1995. Essa compilação trouxe ainda cinco canções inéditas, dentre elas "Can I Touch You...There?", que foi incluída na trilha sonora da novela "Cara e Coroa", de Antônio Calmon, exibida entre 1995/1996 pela TV Globo. Na trama a canção foi tema da personagem "Clara", interpretada pela atriz Carol Machado.
| Críticas profissionais                                                      | Críticas profissionais |
| Avaliações da crítica                                                       | Avaliações da crítica  |
| Fonte                                                                       | Avaliação              |
| --------------------------------------------------------------------------- | ---------------------- |
| allmusic                                                                    | [ 1 ]                  |
| Esta tabela precisa de ser acompanhada por texto em prosa. Consulte o guia. |                        |

## Faixas
1. "That's What Love Is All About"
2. "(Sittin' on) The Dock of the Bay"
3. "Soul Provider"
4. "How Am I Supposed to Live Without You"
5. "How Can We Be Lovers"
6. "Back on My Feet Again"
7. "Georgia on My Mind"
8. "Time, Love and Tenderness"
9. "When a Man Loves a Woman"
10. "Missing You Now"
11. "Steel Bars"
12. "Said I Loved You...But I Lied"
13. "Can I Touch You...There?" (inédita)
14. "I Promise You" (inédita)
15. "I Found Someone" (inédita)
16. "A Love So Beautiful" (inédita)
17. "This River" (inédita)

## Desempenho nas paradas

### Álbum
| Paradas (1995) | Melhor posição |
| -------------- | -------------- |
| Billboard 200  | 5              |

### Singles
| Ano  | Single                     | Parada                           | Posição |
| ---- | -------------------------- | -------------------------------- | ------- |
| 1995 | "Can I Touch You...There?" | Adult Contemporary               | 9       |
| 1995 | "Can I Touch You...There?" | Adult Top 40                     | 14      |
| 1995 | "Can I Touch You...There?" | Hot R&B/Hip Hop Singles & Tracks | 62      |
| 1995 | "Can I Touch You...There?" | Billboard Hot 100                | 27      |
| 1995 | "Can I Touch You...There?" | Top 40 Mainstream                | 36      |
| 1996 | "A Love So Beautiful"      | Adult Contemporary               | 13      |